# Oxantel
Oxantel là một loại thuốc trị giun. Nó thường được sử dụng cho người và động vật như là một điều trị tiêu chuẩn cho giun đường ruột.
Fumarate reductase là một loại enzym đã được tìm thấy trong các vi khuẩn gây bệnh trong màng sinh học trong túi nha chu. Vi khuẩn này có khả năng chuyển đổi các thành phần máu thành năng lượng và cho vi khuẩn có độc lực. Vi khuẩn như vậy sẽ chết đói mà không có enzyme này. Như vậy, vai trò của Oxantel như một chất ức chế men khử fumarate sẽ là tiêu diệt vi khuẩn gây bệnh nha chu. 